# Hex-1-eno
El hex-1-eno (antiguamente nombrado como 1-hexeno) es un compuesto orgánico cuya fórmula es C6H12. Es un alqueno que está clasificado en la industria como una olefina superior y una alfa-olefina, el último término significa que el doble enlace se encuentra en la posición alfa (primaria), dotando el compuesto con mayor reactividad
y propiedades químicas por lo tanto útiles. El hex-1-eno es una alfa-olefina lineal industrialmente significativa. Es también un líquido incoloro.

## Producción
Comúnmente, el hex-1-eno es fabricado por dos maneras:
1. procesos de distribución completa a través de la oligomerización de etileno, y
2. tecnología intencional.

Una forma de menor importancia para producir hex-1-eno, utilizada comercialmente en escalas más pequeñas, es la deshidratación de hexanol. Antes de la década de 1970, el hex-1-eno también era fabricado por el craqueo térmico de ceras. Los hexenos internos lineales fueron fabricados por cloración/deshidrocloración de parafinas lineales.
La «oligomerización de etileno» combina moléculas de etileno para producir alfa-olefinas lineales de diferentes longitudes de cadena con un número par de átomos de carbono. Este planteamiento resulta en un distribución o «distribución completa» de alfa-olefinas. El proceso SHOP (Shell higher-olefin process) emplea este método. Linde y SABIC han desarrollado tecnología α-SABLIN utilizando la oligomerización de etileno para producir 21 por ciento de hex-1-eno. CP Chemicals y Innovene también tienen procesos de distribución completa. Por lo general, el contenido de hex-1-eno varía aproximadamente en veinte por ciento de distribución en el proceso de etilo (Innovene),  mientras que solo ocurre el doce por ciento de distribución en procesos de CP Chemicals e Idemitsu.
En 2003, una manera propuesta de hex-1-eno mediante trimerización de etileno se presentó por primera vez sobre demostraciones en Catar por Chevron-Phillips. Una segunda planta estaba prevista que comenzara en 2011 en Arabia Saudita y una tercera en los Estados Unidos para 2014. El proceso de Sasol también se considera una manera intencional de hex-1-eno. Sasol emplea comercialmente la síntesis de Fischer-Tropsch para producir combustibles procedentes de gas de síntesis derivado del carbón. La síntesis recupera hex-1-eno a partir de los flujos de combustible antes mencionados, donde el corte inicial de concentración de 1-hexero puede ser del 60 % en una destilación estrecho, siendo el resto vinilidenos, olefinas internas ramificadas y lineales, parafinas ramificadas y lineales, alcoholes, aldehídos, ácidos carboxílicos y compuestos aromáticos. La trimerización de etileno mediante catalizadores homogéneos se ha demostrado. Un camino alternativo intencional ha sido reportado por Lummus Technology.

## Aplicaciones
El principal uso del hex-1-eno como un comonómero es en la producción de polietileno. El polietileno de alta densidad (PEAD) y polietileno de baja densidad lineal (PEBDL) utilizan aproximadamente 2-4 y 8-10 % de comonómeros, respectivamente.
Otro uso considerable del hex-1-eno es la producción del aldehído heptanal lineal mediante hidroformilación (síntesis oxo). El heptanal puede convertirse en ácido graso de cadena corta, ácido heptanoico o alcohol heptanol.